# フラッシュ航空604便墜落事故
フラッシュ航空604便墜落事故（フラッシュこうくう604びんついらくじこ）は、2004年1月3日の午前4時40分（現地時間）にシャルム・エル・シェイク国際空港を離陸し、カイロ国際空港を経由してシャルル・ド・ゴール国際空港へ向かう予定だったフラッシュ航空604便（ボーイング737-3Q8、機体記号:SU-ZCF）が離陸後上昇中に操縦不能に陥り、海に墜落して乗員乗客148名全員が死亡した航空事故である。

## 事故の概要
当日、フラッシュ航空604便（機材：ボーイング737-3Q8　機体記号：SU-ZCF）は乗員6名、乗客142名を乗せエジプトのシャルム・エル・シェイク国際空港を4:40（現地時間：EET）に離陸した。604便は、カイロ国際空港を経由しシャルル・ド・ゴール国際空港に向かう予定だった。離陸直後に機体が右に傾斜し、機長はこれを修正したが、再度機体が傾斜し、失速して付近の海に墜落した。この事故で乗員乗客148名全員が死亡した。

## 事故機の履歴

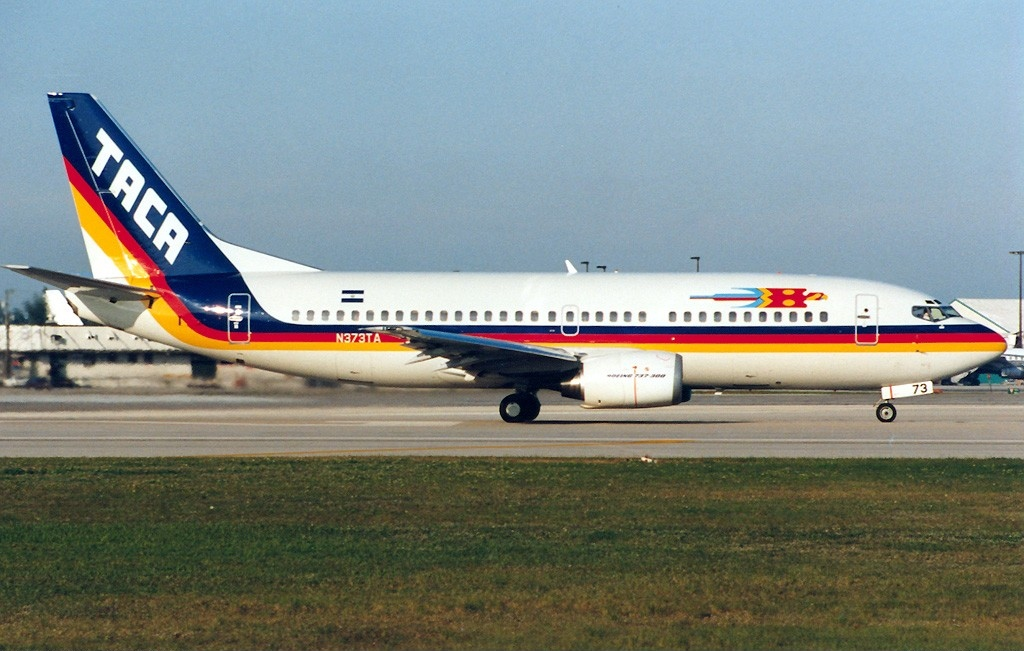
TACA時代の事故機

事故機は1992年10月に航空機リース会社のILFCにN373TAとして引き渡され、TACA航空に1998年5月までリースされた。返却と同時に Color Air に G-COLB としてリースされ、1999年11月に返却された。2000年にエジプトの別の航空会社にリースされた後、2001年7月にフラッシュ航空が購入した。

## 事故原因
事故調査には、エジプトだけでなく、アメリカのNTSBや、フランスのBEAが参加した。残骸の大部分は水深1,000メートルの海中に水没したため、回収は困難であった。当初、爆破テロが疑われたが、回収された機体の残骸や遺体などからはそれらの痕跡は認められなかった。回収されたコックピットボイスレコーダーから、機体が右に傾いたとき、機長がその異変にあまり気づいていなかったことが判明し、フライトレコーダーからは、そのとき機長が操縦桿を右に傾けたことが判明した。このことから、夜明け前の目印のない暗闇の中で機長が方向感覚を喪失したことで空間識失調に陥り、機体の修正操作を誤ったとされた。また、ボイスレコーダーの記録から、副操縦士は機体の傾きに関する異変に気付いてはいたが、自分より年上で経験のある機長にそれを指摘するのを躊躇したと考えられた。
フラッシュ航空は、この事故が起きる前からスイスでの安全検査で基準を満たしていないとしてスイスへの乗り入れを禁止されていたが、この事故以降は、EU加盟国において、EU域内への乗り入れを禁止、あるいは制限されることとなった。後にフラッシュ航空は経営が悪化し、事故から2ヵ月後に倒産した。
2006年に、シャルム・エル・シェイクに慰霊碑が建てられた。

## この事故を扱った作品
- メーデー!:航空機事故の真実と真相 第4シーズン第9話「DESPERATE DIVE」